# Famille Naudin
 (juillet 2024).
Si vous disposez d'ouvrages ou d'articles de référence ou si vous connaissez des sites web de qualité traitant du thème abordé ici, merci de compléter l'article en donnant les références utiles à sa vérifiabilité et en les liant à la section « Notes et références ».
La famille Naudin regroupe, à la fin du XVIIe siècle et dans la première moitié du XVIIIe siècle, quatre ingénieurs géographes, attachés au ministère de la Guerre du royaume de France. Leur atelier est installé à Versailles.

## Personnalités

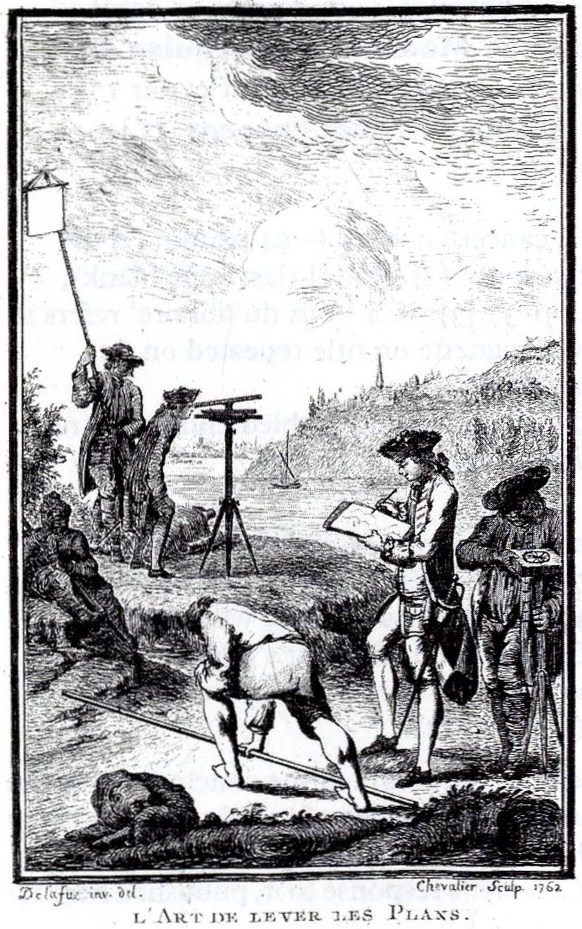
Frontispice de L'art de lever les plans, de Dupain de Montesson. 1762

- Jean-Baptiste Naudin, dit l'Aîné. Ses premières cartes connues datent de 1688, alors que débute la Guerre de la Ligue d'Augsbourg opposant le roi de France Louis XIV, avec son allié ottoman, à une grande partie des puissances de l'Europe. Il participe à de nombreuses campagnes, sur le Rhin, dans les Flandres, dans le Brabant. Vers 1701-1705, il est désigné comme capitaine, ingénieur ordinaire du roi et chevalier de Saint-Louis. Après 1726, il n'est plus sur le terrain, il dirige l'atelier familial de Versailles. À partir de 1733, il occupe la charge de Garde du Dépôt des Cartes et Plans qui vient d'être créé au Dépôt de la Guerre. Il meurt le 2 avril 1743.
- Jacques Naudin, dit le Jeune (puis Naudin Cadet, puis Naudin Père). Il est le frère de Jean-Baptiste. Il est connu pour ses travaux de cartographie en Lombardie à partir de 1702 puis il exerce son art pendant de longues années dans les Pays-Bas. De 1728 à 1739, il participe à toutes les opérations de levé de plans en Lorraine. En 1735, il est le cinquième des douze Ingénieurs géographes du roi, dans le classement d'arrivée en fonction, placés sous l'autorité du ministre de la Guerre. Il a le grade de capitaine. Il rentre définitivement à Versailles en 1741 et y meurt le 1er juin 1744. Il a alors 70 ans.
- Jacques Denis. Fils de Claude Denis, fontainier du roi et responsable des grandes eaux de Versailles, il naît vers 1686. Il épouse Marie-Elisabeth Naudin, fille de Jean-Baptiste, le 3 février 1728. De 1728 à 1739, il collabore avec Jacques Naudin aux opérations en Lorraine. En 1735, il est le dixième des douze Ingénieurs géographes du roi.
- Jean-Jacques Naudin. Il est le fils de Jacques Naudin, né vers 1714. Ses premiers travaux cartographiques datent de 1732, en Lorraine. Il entre dans le corps des Ingénieurs ordinaires du roi un peu avant 1737. Il meurt à Versailles le 3 mars 1752, à l'âge de 38 ans.

## Cartes des Naudin
La réalisation de plans et de cartes par l'atelier des Naudin correspond à une commande du pouvoir royal sur des territoires à enjeu, particulièrement dans les régions frontalières allant de Dunkerque à la porte des Flandres, à Lauterbourg dans le nord de l'Alsace. En l'espèce, il s'agit de cartes topographiques, présentant une vue zénithale, verticale des régions décrites dans ses moindres détails, à une échelle de 3 lignes pour 100 toises, soit environ 1/28 000e. Seuls quelques éléments singuliers sont représentés en élévation (exemple : les croix de chemin représentent des repères importants). La carte est un outil militaire au service du prince. Elle traduit aussi le souci d'administrer le pays en représentant de manière détaillée les voiries, les cultures, les forêts, etc. Elle a également une dimension artistique indéniable, et utilise largement la couleur pour parfaire la lisibilité. Les cartes des Naudin sont une mine d'information sur l'occupation des territoires représentés au XVIIIe siècle. Leur utilisation toutefois doit être faite aujourd'hui avec circonspection car leur mode d'élaboration, qui ne s'appuie pas sur des coordonnées géodésiques, conduit à des déformations des distances et des orientations. Deux importantes séries de cartes des frontières de l'Est, couvrant en particulier la Lorraine, se trouvent dans les archives du Service Historique de la Défense au Château de Vincennes, à la Médiathèque de Metz et à l'Institut national de l'information géographique et forestière.

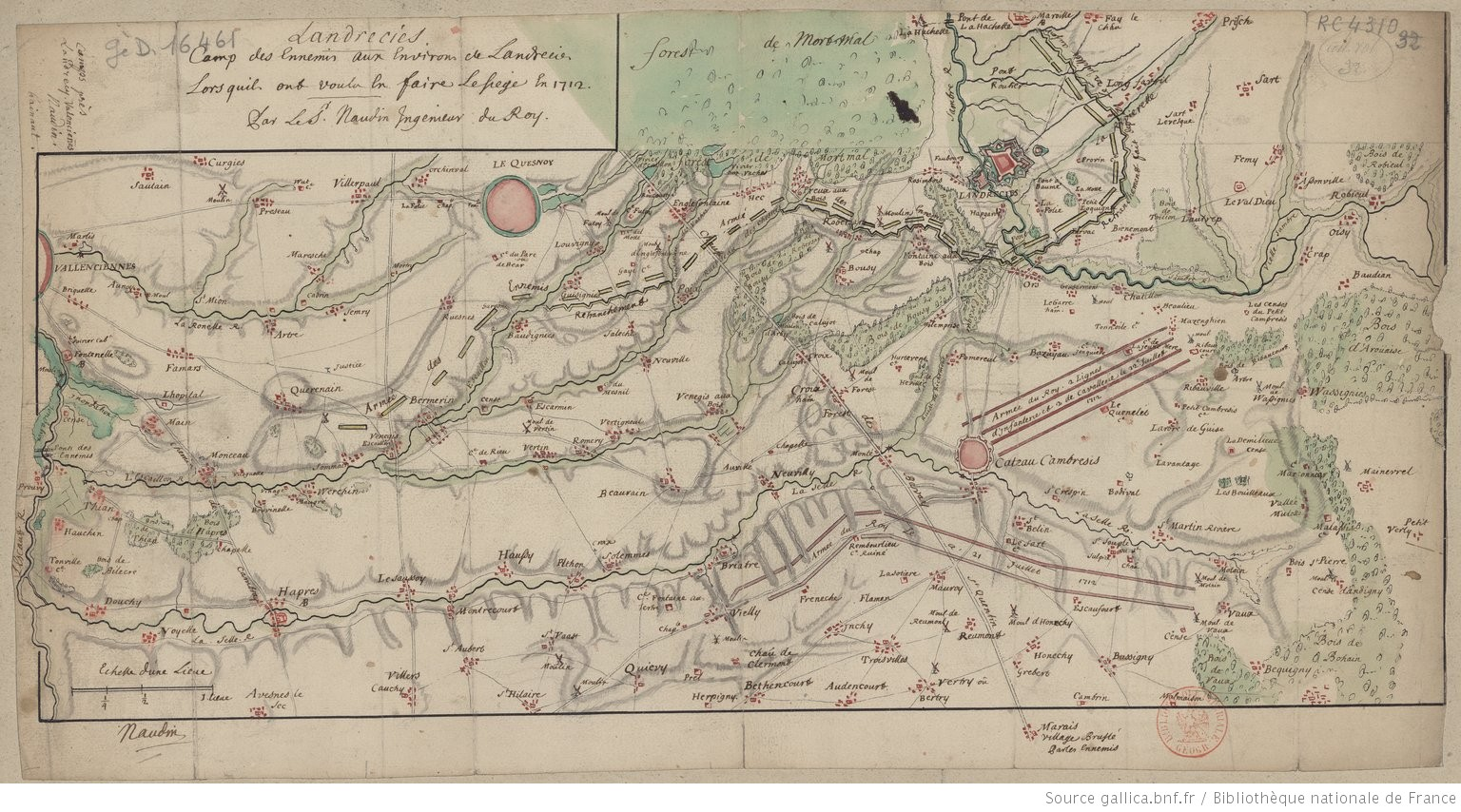
Landercies,
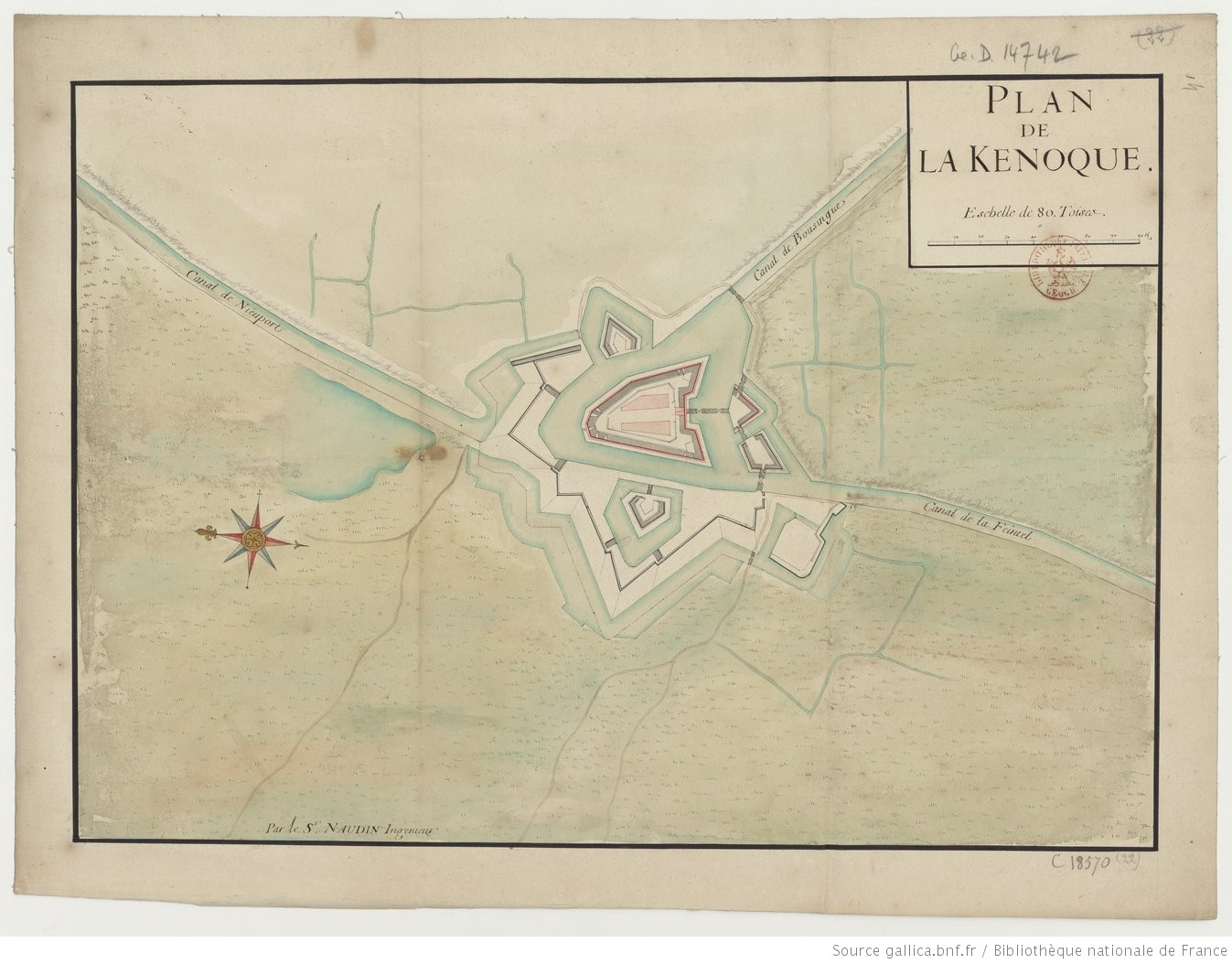
Kenocque,
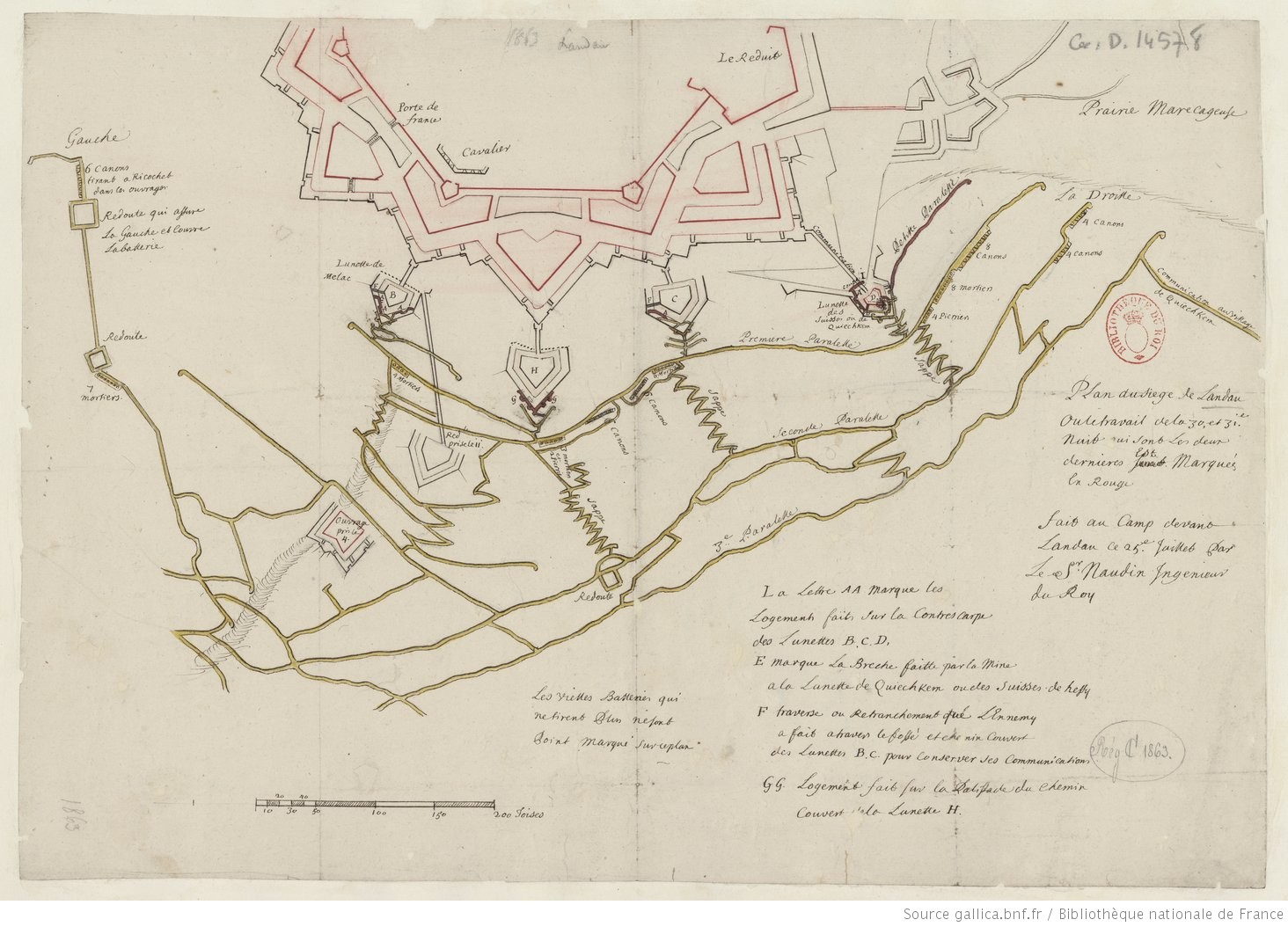
Siège de Landau.

## Les autres œuvres

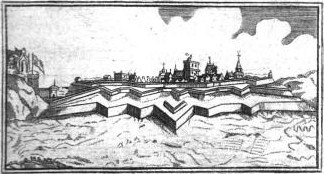
Édition d'Amsterdam. 1734

L'ingénieur françois : cet ouvrage, dont la première édition date de 1696, est généralement attribué à Jean-Baptiste Naudin. Il traite de la géométrie pratique sur le papier et sur le terrain, avec le toisé des travaux et des bois, la fortification régulière et irrégulière, sa construction effective, l'attaque et la défense des places, avec la méthode de M. de Vauban et l'explication de son nouveau système.